# Candida apis
Candida apis är en svampart som först beskrevs av Lavie ex Uden & Vidal-Leir., och fick sitt nu gällande namn av S.A. Mey. & Yarrow 1978. Candida apis ingår i släktet Candida, ordningen Saccharomycetales, klassen Saccharomycetes, divisionen sporsäcksvampar och riket svampar.   Inga underarter finns listade i Catalogue of Life.